# Физтех (станция метро)
«Физте́х» — станция Московского метрополитена, северная конечная Люблинско-Дмитровской линии. Располагается в районе Северный (СВАО), открыта 7 сентября 2023 года в составе участка «Селигерская» — «Физтех». Самая северная станция Московского метрополитена.

## История
Впервые станция метро с названием «Физтех» появилась на схемах метро в 1996 году в результате первоапрельской шутки студентов МФТИ. Станция была нанесена на наклейки, которые участники розыгрыша прикрепляли на схемы метро в вагонах и на станциях, и оттуда даже проникла в некоторые схемы, изданные массовым тиражом. Она была обозначена как строящаяся конечная станция Серпуховско-Тимирязевской линии, расположенная сразу за «Алтуфьево».
Реальная возможность продления Люблинско-Дмитровской линии до станции «Физтех» начала прорабатываться в мае 2016 года в связи с потребностью обеспечить станцией метро создаваемый технопарк Московского физико-технического института «Физтех XXI» («Физтехпарк», улица Фёдора Дубовицкого).

## Перенос сроков
- В 2015 году продление линии до этой станции планировалось не ранее 2025 года[13].
- В июле 2017 года стало известно, что строительные работы планируют начать уже после открытия станций «Яхромская» и «Лианозово», которое намечалось на 2021 год[14],
- а в декабре 2017 года было объявлено, что строительство участка Люблинско-Дмитровской линии за МКАД планируется начать уже в конце 2018 года[15].
- Однако в 2018 году выяснилось, что документация по трассировке участка от станции «Яхромская», размещению станции «Физтех», сроках начала строительства и сдачи всё ещё в разработке[16]. В то время предполагалось, что эти планы будут утверждены во втором квартале 2019 года[17].
- В январе 2019 года стало известно, что за станцией «Лианозово» не будет оборотных тупиков ввиду сложности их строительства, из-за чего станции «Яхромская», «Лианозово» и «Физтех» будут открыты одновременно в 2023 году[18], однако отсутствие оборотных тупиков позже было опровергнуто; в них впервые в Московском метрополитене будет использоваться регулируемый стрелочный перевод[19].
- В мае 2019 года сроком открытия станции был назван 2022 год[20],
- 31 октября 2019 года открытие станции снова было перенесено на 2023 год[21].
- По распоряжению мэра Москвы запуск станции был запланирован на 8 сентября 2023 года[22].

## Расположение
Станция — северная конечная для Люблинско-Дмитровской линии, в 3,1 км к северу от станции «Лианозово». Расположена вдоль Дмитровского шоссе, к северо-востоку от пересечения с Долгопрудненским шоссе и выходами с восточной стороны  Дмитровского шоссе. Станция находится с внешней стороны МКАД на территории района Северный Северо-Восточного административного округа Москвы, восточнее города Долгопрудный. Московский физико-технический институт, в честь которого названа станция, расположен в получасе ходьбы, а технопарк «Физтехпарк» — примерно на расстоянии 15 минут пешком.

## Проектирование
- 24 января 2019 года градостроительно-земельная комиссия Москвы утвердила проект продления Люблинско-Дмитровской линии от станции «Лианозово» до станции «Физтех». Участок планировался в основном наземным, построенным по линии заброшенной железнодорожной ветки, обслуживавшей северную станцию водоподготовки[18].
- В апреле 2020 года Стройкомплекс Москвы сообщил, что перегонный тоннель до станции «Физтех» построят под землёй[26].
- Активное участие в проектировании дизайна метро принимала рабочая группа МФТИ, состоящая из выпускников: Виктор Ашихмин (главный активист и инициатор создания группы), Константин Новоселов, Юрий Алашеев, Дмитрий Аксенов, Алексей Штерн, Леонид Колдунов. Руководитель группы — первый проректор Елена Анохова[27].

## Путевое развитие
За станцией расположены оборотные тупики с первым в Московском метрополитене регулируемым стрелочным переводом.

## Строительство
Строительством управлял инжиниринговый холдинг «Мосинжпроект» — оператор программы развития московского метро.
- 3 ноября 2020 года — тоннелепроходческий механизированный комплекс Herrenknecht S-770 «Татьяна» начал проходку правого перегонного тоннеля от станции «Лианозово» до «Физтеха». Протяжённость перегонного тоннеля составит 2,4 км[30].
- 22 ноября 2021 года — полностью завершена проходка тоннелей от «Селигерской» до «Физтеха»[31].
- 16 августа 2022 года — в зоне расположения платформенной части и вестибюлей завершена разработка грунта котлована[32].

### Открытие
Станция открыта 7 сентября 2023 года. Станция — самая северная в Московском метрополитене. Первая за почти 10 лет односводчатая станция в московском метро после станций «Тропарёво» и «Лесопарковая», открытых в декабре и феврале 2014 года, соответственно. Станция открылась только с одним (южным) вестибюлем, второй (северный) вестибюль был открыт 3 января 2025 года.

### Наземный общественный транспорт
На этой станции можно пересесть на следующие маршруты городского пассажирского транспорта:
- Автобусы: е59, 555, 560, 746, 763, 843, т78.